# Alleluia

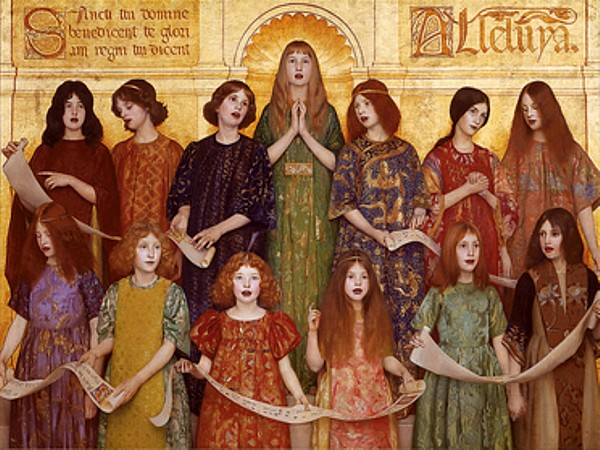
Alleluia (1896) di Thomas Cooper Gotch (1854-1931)

Alleluia, Hallelujah o Halleluyah sono traslitterazioni della parola ebraica הַלְּלוּיָהּ (ebraico tradizionale Halləluya, ebraico tiberiense Halləlûyāh), composta da Hallelu e Yah, che si traduce letteralmente "preghiamo / lodiamo (הַלְּלוּ) YHWH (Yah יָהּ)", dove Yah è la forma abbreviata di YHWH (nome proprio di Dio, indicato con il tetragramma יהוה).
La parola è usata 24 volte nella Bibbia Ebraica, specialmente nel libro dei Salmi (Salmi 113-118), dove inizia e termina una serie di Salmi e quattro volte nella versione greca del libro dell'Apocalisse (Nuovo Testamento).
La parola è di uso comune nelle liturgie cristiane, specialmente quella cattolica e ortodossa e fa parte del vocabolario di molte lingue europee e anche extraeuropee.
Per molti cristiani, Alleluia è la parola più gioiosa per esprimere lode e acclamare Dio. In molti riti non viene recitato o cantato nel tempo di Quaresima o in altri tempi penitenziali, quando è sostituito da un'acclamazione.

## Storia
La parola ebraica Halleluyah è stata preservata intatta dai primi cristiani sia col suo suono originario sia con il significato originario di massimo ringraziamento, gioia e trionfo (per i cristiani simile ad Osanna).
L'Alleluia compare nell'antica Liturgia di San Giacomo (translitterato in greco come ἀλληλούϊα), ancora oggi in uso nel Patriarcato di Gerusalemme, e nella Chiesa maronita - nella sua versione in lingua siriaca.

## Il canto liturgico dell'alleluia

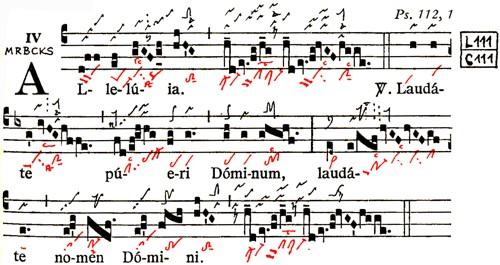
L'Alleluia Laudate pueri tratto dal Graduale Triplex. Sopra il testo viene riportata la notazione quadrata, in rosso la notazione sangallese e in nero la notazione metense.

Nella liturgia cattolica, l'alleluia è anche un canto presente sia nella Liturgia delle ore che nel proprio della messa, dove è cantato prima della lettura del vangelo.

Le origini di questo canto sono complesse. In origine era riservato alle celebrazioni del giorno di Pasqua. In seguito è stato esteso anche al tempo pasquale fino ad essere incluso in tutte le domeniche dell'anno, celebrazioni ebdomadarie della risurrezione, con l'eccezione dei tempi penitenziali, dove viene sempre omesso (al pari del Gloria in Excelsis Deo e del Te Deum): nelle messe del tempo di Quaresima, come pure in tutta la Settimana Santa fino alla Veglia Pasquale esclusa, è infatti rimasto il tratto, canto molto più antico. Nella forma tridentina del rito romano l'alleluia si omette anche in Settuagesima e nelle messe per i defunti.
Nel canto dell'alleluia si distinguono tre elementi:
- la parola alleluia che viene cantata solitamente tre volte all'inizio e alla fine,
- lo jubilus o melisma, prolungato sulla "A" finale dell'alleluia,
- il versetto, quasi sempre unico, raramente doppio, preso da un salmo o da un cantico.

Nel canto gregoriano è il più recente tra i canti del proprium.

La melodia posta sulla parola alleluia è generalmente sillabica o poco ornata. Dopo il terzo alleluia è presente lo jubilus, un vocalizzo sul nome divino Yah. Questa espressione gioiosa di lode è molto antica, probabilmente di origine ebraica e bene si adatta ad introdurre la lettura della Parola del Signore così come è d'uso anche oggi, ma nulla indica che questa è stata la sua funzione originaria.

Il canto del versetto prolunga la lode e offre all'assemblea un motivo di meditazione e di approfondimento del tema liturgico della celebrazione. Nel finale si riprende il tema dello jubilus seguito poi dal triplice canto dell'alleluia.
Gli alleluia in cui la melodia conclusiva del versetto si differenzia da quella dello jubilus sono quelli di più antica composizione.
Nei codici medievali, il canto dell'alleluia era raggruppato in appendice, a differenza degli altri brani del proprium, e non aveva una posizione liturgica determinata. Era il cantore che sceglieva di volta in volta il canto che preferiva (quale volueris).

### Rito bizantino
Nel rito bizantino della Chiesa ortodossa e della Chiese greco-cattoliche, l'Alleluia è presente durante la divina liturgia: dopo la lettura degli Apostoli (un'Epistola di Paolo, di Pietro, o di Giovanni), il lettore annuncia quale degli Otto toni dell'Alleluia deve essere cantato. 

Il coro risponde: Alleluia, per tre volte. Ciò che cambia è il tono dell'Alleluia, e l'inno pronunciato dal lettore (Sticheron, in greco).
L'Alleluia è uno dei canti che possono essere usati per il Prokeimenon (in greco, letteralmente, "che precede", "introduttivo"), equivalente del Graduale nel rito romano. Il Prokeimenon è un salmo oppure un cantico scelto per introdurre le Sacre Letture o altri punti specifici della Divina Liturgia o dell'Ufficio divino. Possono esservi fino a tre letture degli apostoli, ma possono essere cantati al massimo due Prokeimena.
Nelle Chiese di rito orientale e nella Chiesa ortodossa, l'Alleluia viene cantato durante il periodo della Quaresima.

La celebrazione eucaristica non è permessa durante la Quaresima Maggiore, e durante le festività che comunque prevedono la liturgia e l'ufficio propri della Quaresima: digiuno per la Natività di Gesù (periodo di digiuno e astinenza dal 15 novembre al 25 dicembre, in altri riti dal 1º dicembre), digiuno per la festa dei Santi Apostoli (29 giugno, iniziando dal giorno dopo la solennità di Ognissanti), e per la solennità della Dormizione (dal 1° al 14 agosto).
Poiché il canto dell'Alleluia al Mattutino è caratteristico del periodo quaresimale, i giorni di Quaresima sono chiamati anche "Giorni dell'Alleluia".
Anziché durante la Messa, l'Alleluia è cantato al Mattutino. In questo tipo di preghiera, è prevista la lettura scritturale, ma l'Alleluia non è utilizzato come canto introduttivo: sostituisce, invece, il canto Theos Kyrios (letteralmente "Dio è il Signore"), salmo responsoriale basato sul ritornello del Salmo 117 (versi 26-27). È cantato l'Alleluia previsto per ciascuna delle otto settimane (Octoechos), e seguito dai tre inni alla Santissima Trinità (Triadica, uno per ognuna delle Tre Persone), nel medesimo tono dell'Alleluia.
Le parole iniziali Theos Kyrios sono intonate di norma dal diacono, che però non presta il servizio liturgico durante la Quaresima, dove è sostituito dal sacerdote che si gira rispetto all'uditorio per porsi davanti (de visu) all'icona dell'iconostasi. L'Alleluia è anche cantato per i funerali, per alcuni servizi di memoriale e per il Sabato in cui ricorre la Festività di tutte le anime. Anche qui, l'Alleluia sostituisce il Theos Kyrios, ma è seguito da un tropo, in onore e riparazione dell'anima trapassata.
Durante la celebrazione del Sacramento battesimale, il coro canta l'Alleluia: prima del Vangelo e mentre il sacerdote versa l'Olio dei catecumeni nel fonte battesimale.